# Diplusodon macrodon
Diplusodon macrodon är en fackelblomsväxtart som beskrevs av Emil Bernhard Koehne. Diplusodon macrodon ingår i släktet Diplusodon och familjen fackelblomsväxter. Inga underarter finns listade i Catalogue of Life.